# Clarence Nash
Clarence Nash (Watonga, Oklahoma, 7 de dezembro de 1904 - Glendale, Califórnia, 20 de fevereiro de 1985) foi um dublador norte-americano.
Foi o primeiro a fazer a voz do Gato Tom em Tom and Jerry e por aproximadamente cinquenta anos, deu voz ao Pato Donald, um dos mais populares personagens da Disney. Foi também a segunda voz do personagem Jimmy Cricket (Grilo Falante) quando Cliff Edwards, seu dublador oficial, morreu.

## Biografia

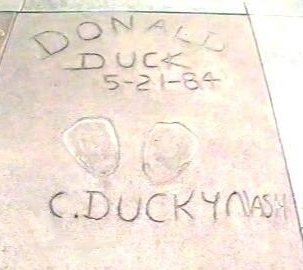
Impressões de Donald no Teatro Chinês em Hollywood, feitas por Clarence Nash.

Nascido em Oklahoma, ele tinha o dom natural para imitar animais, inclusive sons de patos. No início dos anos 30, mudou-se para a Califórnia, onde fez locução de propaganda numa rádio. A voz que Nash criou para Donald, consistia em falar palavras através de um tipo de "ruido", feito com o canto da boca e os dentes molares, que lembrava o grasnado de um pato. Após Walt Disney o escutar recitando o poema "Mary Tinha um Carneirinho" (Mary Had a Little Lamb) com sua "voz de pato", chamou-o para uma audição e imediatamente o contratou, adivinhando que havia escolhido a voz certa para o seu novo personagem, Donald. Nash o dublou pela primeira vez no curta A Galinha Esperta "The Wise Little Hen", neste episódio, além de Donald, há também o Porco Peter ("Peter Pig"), que também fala palavras através de sons que lembram grunidos de porco, e a própria Galinha Esperta que fala através de cacarejos. Clarence Nash voltou a dublar o pato novamente no desenho "Orphan's Benefit" (traduzido como "Show Para os Órfãos" ou "Em Benefício dos Orfãos"), onde Donald recita novamente o poema que fez com que Walt Disney contratasse Nash, e outro chamado "Little Boy Blue, come blow your horn" (ou "Menininho triste, toque sua corneta" na dublagem brasileira); este desenho foi feito originalmente em preto e branco em 1934, e refeito em cores mais tarde no ano de 1941.
Nash deu voz a Donald em mais de cem desenhos animados, inclusive em outras línguas como português e espanhol, em filmes como: The Three Caballeros e Saludos Amigos (ele teve ajuda de roteiros escritos foneticamente, para que ele pudesse falar as palavras estrangeiras, com suas pronúncias corretas); no caso destes dois filmes, todos os dubladores que gravaram as vozes em inglês, também dublaram as versões em outras línguas para outros países (no DVD de "Você já Foi a Bahia", estão presentes as três versões, dos EUA, Brasil e México). A pedido de Walt Disney, Nash também dublou Donald em outras línguas em alguns dos seus curtas de 7 minutos, sendo que nas versões feitas para o Brasil naquela época, o narrador era Aloysio de Oliveira, que inclusive também fez a narração de alguns desenhos em que o Pateta aparece sem falas, por exemplo o curta Como Jogar Golfe "How to Play Golf".
Uma curiosidade é que nos clássicos desenhos de cinema em que Huguinho, Zezinho e Luizinho aparecem, todos os três tem a mesma voz, que também é feita por Clarence Nash (porém mais fina que a de Donald), pois naquele tempo os três sobrinhos tinham a mesma personalidade, eles falavam e agiam juntos, e algumas vezes dizendo freses fragmentadas como: "Olá!" "Tio!" "Donald!" (eles foram os primeiros gêmeos nos desenhos animados a falar frases fragmentadas entre si, seguidos depois por Pipeye, Pupeye, Poopeye e Peepeye, os sobrinhos quadrigêmeos do Popeye). Em séries produzidas mais recentemente como Duck Tales, e TV Quack Pack, os três sobrinhos tem personalidades diferentes uma da outra, e não falam todos com a mesma "voz de pato". A pata "Donna Duck" que aparece no curta "Don Donald" em 1937 (e que é como um protótipo da Margarida) também foi dublada por Clarence Nash, somente em episódios posteriores a esse, a namorada de Donald, ganhou a sua própria voz, e recebeu o nome de "Daisy Duck".
Clarence Nash permaneceu como a única voz do pato nos Estados Unidos até a sua morte em 1985, e logo após, Donald passou a ser dublado nos EUA por Tony Anselmo, que foi treinado pelo próprio Nash, quando este ainda era vivo; muito embora a voz de Anselmo seja um pouco mais aguda, do que a que Donald tinha nos desenhos mais antigos.